# Finley Hamilton
Finley Hamilton, född 19 juni 1886 i Owsley County i Kentucky, död 10 januari 1940 i London i Kentucky, var en amerikansk politiker (demokrat). Han var ledamot av USA:s representanthus 1933–1935. Hamilton studerade vid Berea College. Därefter studerade han juridik och inledde 1915 sin karriär som advokat i London i Kentucky. Han tjänstgjorde i USA:s armé i första världskriget.
Hamilton gravsattes på begravningsplatsen A.R. Dyche Memorial Park i London i Kentucky.